# باروك أوكراني

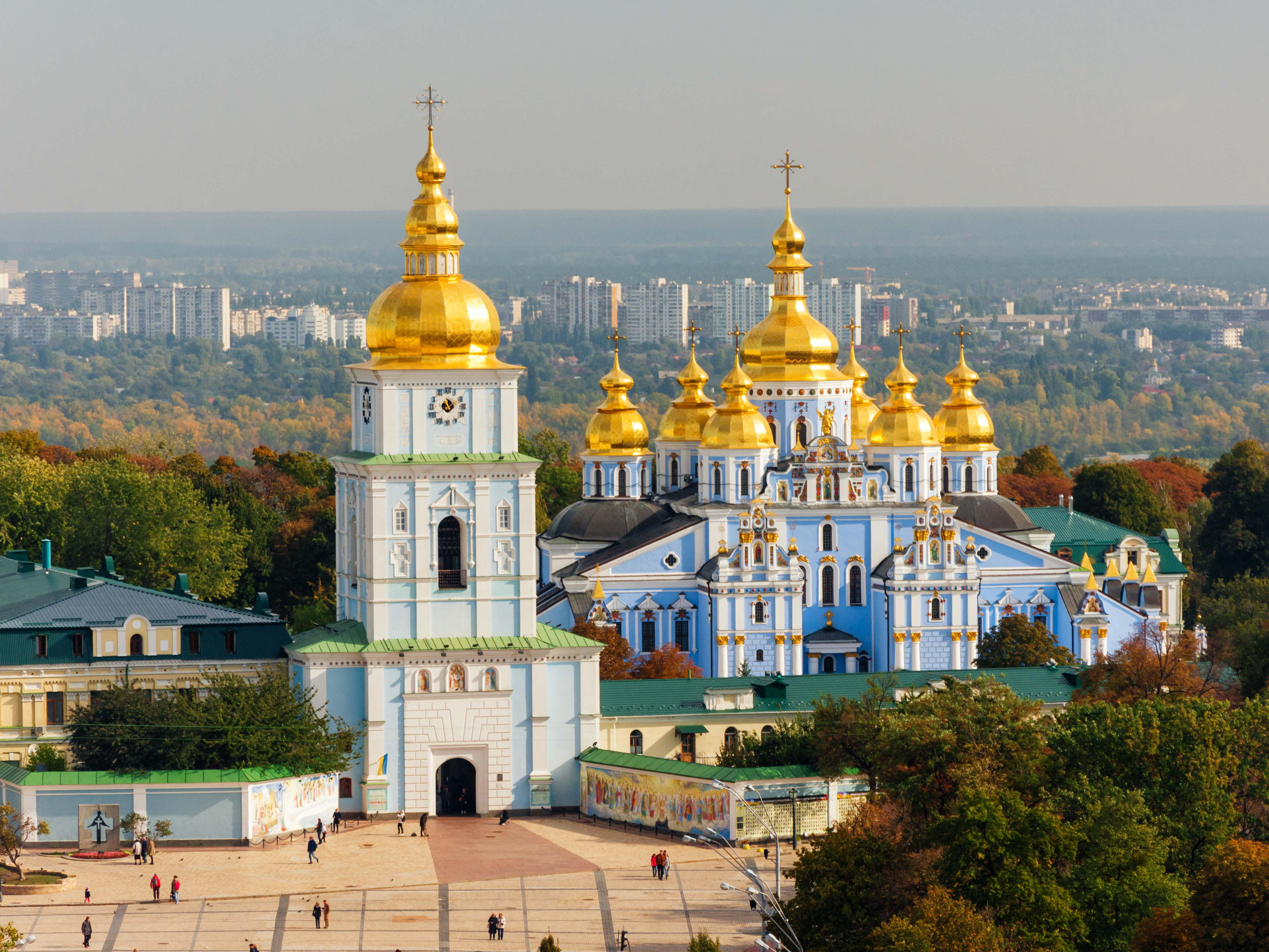
يمثل دير القديس ميخائيل ذو القبة الذهبية في كييف أحد أكثر الأمثلة النموذجية للهندسة المعمارية الباروكية الأوكرانية.

الباروك الأوكراني، أو الباروك القوزاقي أو باروك مازيبا (بالأوكرانية: Українське бароко або Козацьке бароко)، هو طراز معماري انتشر على نطاق واسع في الأراضي الأوكرانية خلال القرنين السابع عشر والثامن عشر. وكان نتيجة مزيج من التقاليد المعمارية المحلية والباروك الأوروبي.

## تاريخه
كان نتيجة التأثيرات من أوروبا الغربية، أن أصبحت أراضي أوكرانيا الحديثة منذ أواخر القرن السادس عشر تحت تأثير الشكل الباروكي العلماني للفن والهندسة المعمارية، والذي كان لا يزال غير معروف في قيصرية موسكو المجاورة. وفقاً للمؤرخ سيرهي بلوخي، كان لبترو موهيلا، مطران كييف من 1633 إلى 1647، دوراً حاسماً في تطوير الطراز كجزء من حملته لإصلاح الكنيسة الأرثوذكسية الأوكرانية وتكييف الكنيسة مع تحديات الإصلاح والإصلاح المضاد. وصل الباروك الأوكراني إلى ذروته في زمن هيتمان القوزاق إيفان مازيبا، من 1687 إلى 1708. يعتبر باروك مازيبا مزيجاً أصلياً من الطرازات المعمارية الباروكية في أوروبا الغربية والتقاليد المعمارية الباروكية الوطنية الأوكرانية.